# Comstock Northwest
Comstock Northwest är en så kallad census-designated place i Kalamazoo County i Michigan. Vid 2020 års folkräkning hade Comstock Northwest 5 562 invånare.